# Veena Das
Veena Das, née en 1945 en Inde, est professeure d'anthropologie Krieger-Eisenhower à l'Université Johns-Hopkins. Ses domaines de recherche comprennent l’anthropologie de la violence, la souffrance sociale, et l’État. Veena Das a reçu de nombreux prix internationaux, dont la médaille d'or Ander Retzius. Elle a prononcé la prestigieuse conférence Lewis Henry Morgan et a été nommée membre honoraire étrangère de l'Académie américaine des arts et des sciences.

## Biographie
Veena Das étudie à l'Indraprastha College for Women et à la Delhi School of Economics de l'Université de Delhi, où elle enseigne de 1967 à 2000. Elle obtient son doctorat en 1970 sous la direction de MN Srinivas de la Delhi School of Economics. Professeure d'anthropologie à la New School for Social Research de 1997 à 2000, elle rejoint ensuite l'Université Johns Hopkins aux États-Unis, où elle est nommée directrice du département d'anthropologie entre 2001 et 2008. Elle est membre honoraire étrangère de l'Académie américaine des arts et des sciences et membre de l'Académie des sciences du tiers monde. En 2007, Veena Das prononce la conférence Lewis Henry Morgan à l'Université de Rochester, considérée par beaucoup comme la série de conférences annuelle la plus importante dans le domaine de l'anthropologie. Veena Das est élue membre de la British Academy en 2019.

## Domaines de recherche
Dans son premier livre, Structure and Cognition: Aspects of Hindu Caste and Ritual, publié par Oxford University Press, en 1977, Veena Das met en lumière les pratiques textuelles du XIIIe siècle au XVIIe siècle en relation avec l'autoreprésentation des castes. Son identification de la structure de la pensée hindoue comme division tripartite entre le sacerdoce, la parenté et le renoncement constitue une interprétation structuraliste majeure des pôles importants qui délimitent l'espace d'expression des innovations et des revendications de nouveaux statuts par les castes.
Depuis les années 80, elle se concentre sur l’étude de la violence et de la souffrance sociale. Son livre édité, Mirrors of Violence: Communities, Riots and Survivors in South Asia, publié par Oxford University Press en 1990, est l’un des premiers ouvrages à avoir intégré les questions de violence dans l’anthropologie de l’Asie du Sud.
À la fin des années 90 et au début des années 2000, elle dirige avec Arthur Kleinman et d’autres la publication d'une trilogie sur ces sujets en leur attribuant une nouvelle direction. Les trois volumes s'intitulent: Social Suffering ; Violence and Subjectivity ; et Remaking a World.
En 2006, Veena Das publie Life and Words: Violence and the Descent into the Ordinary. Dans ce livre paru en France en 2023 et traduit par Yves Erard, Christian Indermühle, Emmanuelle Narjoux et Danielle Robert, sous le titre La vie et les mots. Violence et descente dans l’ordinaire, Veena Das considère que la violence n'est pas une interruption de la vie ordinaire, mais qu'elle fait bel et bien partie de l’ordinaire. Dans la préface du livre, le philosophe Stanley Cavell indique que le livre peut être lu comme un complément aux Investigations philosophiques de Ludwig Wittgenstein. L’un des chapitres du livre étudie le phénomène des enlèvements massifs de femmes hindoues au moment de l’indépendance. Le nouvel état affirme la création d'une nation fondée sur une vision patriarcale de la société. Veena Das examine également l'assassinat d'Indira Gandhi en 1984. Elle reconstitue la trame narrative de l'assassinat entre la version hindoue et la version sikhe et décrypte les enjeux sémantiques et politiques.
En 2021, sept articles parus entre 1996 et 2017 sont traduits et publiés en français permettant de faire découvrir à un public francophone, l'approche de Veena Das sur l’anthropologie de la violence.

## Publications en français
- Voix de l’ordinaire. L’anthropologue face à la violence.  (trad. Marco Motta et Yves Erard, préf. Sandra Laugier), Lausanne, Bsn Press, 2021, 232 p.
- La vie et les mots. Violence et descente dans l’ordinaire. [« Life and Words: Violence and the Descent into the Ordinary »]  (trad. Yves Erard, Christian Indermühle, Emmanuelle Narjoux et Danielle Robert, préf. Stanley Cavell), Paris, Cerf, 2023 (ISBN 9782204160872)

## Récompenses
- médaille d'Anders Retzius de la Société suédoise d'anthropologie et de géographie en 1995[14]
- doctorat honorifique de l'Université de Chicago en 2000[15]